# Biennale Artifices
La Biennale Artifices est une biennale consacrée à la création en arts numériques, qui a connu quatre éditions de 1990 à 1996 dans la ville de Saint-Denis, en France.

## Éditions

### Artifices 1:Art à l'ordinateur, invention, simulation
L'exposition s'est tenue du 4 au 31 octobre 1990.

Artistes présentés : Michael Gaumnitz ; Gudrun Von Maltzan ; Claude Faure ; Hillary Kapan ; Jean-François Lacalmontie ; Alain Longuet ; Thomas Porett ; Brian Reffin Smith ; Hervé Huitric & Monique Nahas ; Yoichiro Kawaguchi ; William Latham ; Edmond Couchot, Michel Bret, Marie-Hélène Tramus ; Annie Luciani ; Jeffrey Shaw ; Jean-Louis Boissier

### Artifices 2:Le réel saisi par les machines
L'exposition s'est tenue du 6 novembre au 3 décembre 1992.

Artistes présentés :  Bill Fontana ; Piero Gilardi ; Piotr Kowalski ; Matt Mullican ; Woody Vasulka

### Artifices 3:Mise en mémoire / Accès à la mémoire
L'exposition s'est tenue du 5 novembre au 4 décembre 1994 

Maurice Benayoun ; Chen Chih-Cheng ; Luc Courchesne ; Frank Fietzek ; Masaki Fujihata ; Claude Gaçon ; Rainer Ganahl ; Agnes Hegedüs ; Eric Lanz ; George Legrady ; Cécile Le Prado ; Laurent Mignonneau & Christa Sommerer

### Artifices 4:Langages en perspective
L'exposition s'est tenue du 6 novembre au 5 décembre 1996

Artistes : Jeffrey Shaw (invité d'honneur). Installations, sites Internet et cd-roms de : 
Ken Feingold ; Perry Hoberman ; George Legrady ; Jean-Pierre Balpe ; Lewis Baltz ; Serge Bilous ; Fabien Lagny ; Bruno Piacenza ; Tony Brown ; Jean-Marie Dallet ; Isabelle Dupuy, Marie-Ange Guilleminot ; Fabrice Hybert ; Peter Kögler ; Pina & Via Lewandowsky ; Dominique Gonzalez-Foerster ; Timothée Ingen Housz ; Felix S. Huber ; Philip Pocock ; Christoph Keller ; Florian Würst ; Alex Iordachescu ; Sabine Jamme ; Emmanuel Lagarrigue ; Alberto Sorbelli ; Yacine Aït Kaci ; ANTI-rom ; Piotr Baran ; Kaï-lung Chang ; Andrea Davidson ; Isabel Debry ; Gallien Guilbert ; Mei-ling Hsiao ; Arnaud Le Ouédec ; Florence Levert ; Ninon Liotet ; Olivier Schulbaum ; Alexandre Noors ; Hajime Takeuchi ; Sandie Tourle.